# Adilcevaz
Adilcevaz este un oraș din Turcia.